# Saint Philippe Néri (film)

Saint Philippe Néri (en italien : Preferisco il Paradiso) est un film diffusé à la télévision italienne en 2010, réalisé par Giacomo Campiotti. Le film présente la vie de saint Philippe Néri, prêtre catholique du XVIe siècle,,.

## Synopsis
De l'arrivée de Philippe Néri à Rome à sa mort, une présentation de ses activités avec les jeunes et ses disciples.

## Distribution
- Gigi Proietti : Philippe Néri
- Adriano Braidotti (it) : Alessandro
- Francesco Salvi (it) :  Persiano Rosa
- Roberto Citran :  Cardinal Capurso
- Sebastiano Lo Monaco :  Prince Nerano
- Francesca Chillemi :  Ippolita
- Antonio Silvestre :  Michele
- Josafat Vagni (it) :  Mezzapagnotta
- Francesca Antonelli (it) : Zaira
- Niccolò Senni (it) :  Pierotto
- Emiliano Coltorti (it) : Camillo
- Sergio Fiorentini : Sixte V
- Paolo Paoloni : Grégoire XIII